# Jerzy Pawłowski
Jerzy Władysław Pawłowski, född 25 oktober 1932 i Warszawa, död 11 januari 2005 i Warszawa, var en polsk fäktare.
Pawłowski blev olympisk guldmedaljör i sabel vid sommarspelen 1968 i Mexico City.